# 황혼열차
"황혼열차"(黃昏列車)는 한국에서 제작된 김기영 감독의 1957년 영화이다. 박암 등이 주연으로 출연하였다.

## 출연

### 주연
- 박암
- 도금봉
- 최삼
- 김지미

### 조연
- 안성기

## 기타
- 원작자: 이광수
- 조명: 고해진
- 녹음: 최칠복
- 미술: 이봉선